# Doña Ana
Doña Ana är en ort i Mexiko.   Den ligger i kommunen Chontla och delstaten Veracruz, i den sydöstra delen av landet, 250 km nordost om huvudstaden Mexico City. Doña Ana ligger 123 meter över havet och antalet invånare är 151.
Terrängen runt Doña Ana är platt. Runt Doña Ana är det ganska tätbefolkat, med 62 invånare per kvadratkilometer. Närmaste större samhälle är Tamalín, 15,8 km öster om Doña Ana. Trakten runt Doña Ana består till största delen av jordbruksmark.